# Waschhäuser in Château-Landon
Die Waschhäuser (frz. lavoir für Waschhaus) in Château-Landon, einer französischen Gemeinde im Département Seine-et-Marne in der Region Île-de-France, wurden größtenteils im 19. Jahrhundert errichtet. Heute existieren noch 17 Waschhäuser, was für Frankreich außergewöhnlich ist. Die meisten Waschhäuser stehen am Fluss Fusain.

## Waschhäuser (Auswahl)
| Foto | Name                                | Weiterführende Informationen | Lage                         |
| ---- | ----------------------------------- | --- | ---------------------------- |
|      | Lavoir de Beaupoivre                | Das Lavoir de Beaupoivre wurde um 1850 erbaut. Es besteht aus einer Holzkonstruktion und ist mit einem Satteldach gedeckt. Drei der sechs Pfeiler stehen auf Fundamenten im Wasser. | (48° 8′ 59″ N, 2° 42′ 25″ O) |
|      | Lavoir sur le Fusain                | Das Waschhaus am Fluss Fusain besteht aus einer Holzkonstruktion. Fünf Pfeiler stehen auf Fundamenten im Wasser.                                                                    | (48° 8′ 51″ N, 2° 42′ 11″ O) |
|      | Lavoir am Sentier des Amoureux      | Das Waschhaus mit Zeltdach steht ebenfalls am Fusain. Es ist an drei Seiten geschlossen.                                                                                            |                              |
|      | Lavoir am Sentier des Amoureux      | Zwei weitere Waschhäuser am Sentier des Amoureux, die sehr klein sind und Pultdächer besitzen.                                                                                      |                              |
|      | Lavoir an der Rue Notre-Dame        | Das Waschhaus steht an der Rue Notre-Dame. Es ist an zwei Seiten geschlossen und wird von einem Pultdach gedeckt.                                                                   | (48° 8′ 54″ N, 2° 42′ 12″ O) |
|      | Lavoir an der Rue Notre-Dame        | Das Waschhaus mit Pultdach steht am Fusain und ist dreiseitig geschlossen. | (48° 8′ 54″ N, 2° 42′ 12″ O) |
|      | Lavoir bei der Rue de la Tabarderie | Das Waschhaus mit Pultdach steht am Fusain und ist dreiseitig geschlossen. | (48° 8′ 45″ N, 2° 42′ 11″ O) |
|      | Lavoir bei der Abtei Saint-Séverin  | Das Waschhaus mit Pultdach steht am Fusain und ist dreiseitig geschlossen. |                              |